# Nederlandsk renæssance
Hollandsk renæssance eller egentlig nederlandsk renæssance er en arkitektonisk stilart, som ses i dansk byggeri fra omkring år 1550 til omkring 1730. 
Nederlandsk renæssance spredte sig fra området omkring Antwerpen og Bryssel til de øvrige dele af Nederlandene, herfra til udlandet.  Kendte eksempler i Danmark er Rosenborg slot og Frederiksborg slot.

## Kendetegn
Bygninger i nederlandsk renæssancestil er allerede genkendelige ved materialevalget: Flere lag røde mursten bliver afvekslet med bånd af lysere sten, oftest hvide sandsten. Et sådant lyst bånd kaldes speklaag (spæklag) på nederlandsk.
Den udprægede brug af kobber og andre metaller, især på tagene, er et andet kendetegn.
Typisk er også de mange gavle og lange facader med rektangulære vinduer, senere ligeledes spir, søjler eller små cylindre på taget, som det fx kan ses på bygningen Børsen i København.  
Alt i alt anvender den nederlandske renæssance mange forskellige materialer, farver, mønstre og udformninger, hvilket afviger fra de enklere udtryksformer af italiensk renæssance.

## Oprindelse og udvikling
Den nederlandske renæssance opstod i starten af 1500-tallet under påvirkning fra Italien i hertugdømmet Brabant, hvor magtcentret for Nederlandene dengang lå.  Mange kendetegn af den nederlandske renæssance - såsom spæklag og gavle - forekom allerede i senmiddelalderlig kirkebyggeri i området.
Det tidligste eksempel er bypaladset Hof van Savoye i Mechelen. Her voksede den senere danske dronning Elisabeth af Habsburg, gift med Christian 2. op hos sin faster Margrete af Østrig (1480-1530).
Stilen spredte sig i løbet af 1500-tallet fra Brabant til de øvrige områder i Nederlandene.
Efter at Nederlandene som følge af langstrakte religionskrige var faldet fra hinanden i en sydlig, katolsk og en nordlig, calvinistisk del, oplevede den nederlandske renæssance i starten af 1600-tallet et nyt højdepunkt omkring Amsterdam. Den kendetegnes ved en rigelig mængde af dekorative elementer, bl.a. omkring dørene og vinduerne. Et af hovednavnene for denne sene, manieristiske udgave er arkitekten Hendrick de Keyser.

## Rosenborg-stil
I Danmark blev stilen genoplivet i historicismen omkring 1890. Den såkaldte Rosenborg-stil er stærkt inspireret af nederlandsk renæssance. Et godt eksempel er Helsingør Station. 

Eksempler på "Hollandsk Renæssance" i Danmark:
- Børsen
- Rosenborg slot
- Frederiksborg slot
- Kronborg
- Holmens Kirke
- Jens Bangs Stenhus

## Galleri
- Westerkerk i Amsterdam
- Rådhuset i Leiden
- Reinbek Slot ved Hamborg
- Ahrensburg Slot ved Hamborg
- Rosenborg Slot i København
- Historisk Rådhus i Bocholt
- Schwarzhäupterhaus i Riga
- Oude Stadhuis i Haag